# Addax nasomaculatus
L'addax (Addax nasomaculatus Blainville, 1816), noto anche come addace o antilope dalle corna a vite, è un'antilope del deserto gravemente minacciata che vive in alcune regioni isolate del deserto del Sahara. È imparentato molto da vicino con gli orici, ma si differenzia dalle altre antilopi per avere grandi denti di forma squadrata come i bovini e per essere priva delle caratteristiche ghiandole facciali. Sebbene nel suo ambiente naturale sia ormai estremamente raro, è piuttosto comune in cattività e si riproduce regolarmente in fattorie dove viene cacciato per le sue splendide corna. Rimangono in natura meno di 500 addax, mentre in cattività ve ne sono poco meno di 860.
L'addax misura circa un metro di altezza al garrese e pesa 60 - 120 chili. Il colore del suo mantello varia a seconda delle stagioni. In inverno è marrone grigiastro, con i quarti posteriori e le zampe bianchi. D'estate, invece, diventa quasi interamente bianco o biondo sabbia. Sulla testa sono presenti macchie nere o marroni che formano una sorta di X sul naso. È dotato inoltre di una barba incolta e di narici rosse prominenti. Lunghi peli neri si dipartono dalla zona dove sono impiantate le corna, ricurve e spiralate, fino a tutto il collo, dove formano una breve criniera. Le corna, presenti sia nei maschi che nelle femmine, sono dotate di due o tre spirali e possono raggiungere gli 80 centimetri nelle femmine e i 120 nei maschi. La coda è breve e sottile e termina con un ciuffo di peli. Gli zoccoli sono larghi e muniti di suola piatta e robusti cuscinetti che gli consentono di camminare anche sulla sabbia più soffice.
In tempi antichi l'addax era diffuso dal Nordafrica fino a tutta l'Arabia e il Levante. Le raffigurazioni nelle tombe egizie mostrano che intorno al 2500 a.C. esso veniva allevato come animale domestico. In tempi più recenti il suo areale si estendeva dall'Algeria al Sudan, ma per varie ragioni quest'ultimo si è ristretto notevolmente e l'addax è divenuto sempre più raro. I motivi a cui è dovuta la decimazione della popolazione sono da ricercarsi nella distruzione dell'habitat, ormai solcato da vie commerciali, e dalla caccia per le corna o per la pelle. Dal momento che l'addax si muove piuttosto lentamente rispetto ad altre specie di antilopi e che corre fino allo sfinimento, si è rivelato un bersaglio molto facile per i cacciatori a cavallo.
L'addax vive in terreni desertici dove si nutre di erba e, nelle zone dove si trovano boscaglie, di foglie di arbusti. È molto adattato a vivere nelle aree più interne del deserto anche nelle condizioni più estreme. Può sopravvivere senza acqua per un tempo quasi indefinito, dato che ricava l'umidità disponibile dal nutrimento e dalla rugiada che si condensa sulla vegetazione. Gli scienziati ritengono che sia dotato di una speciale guaina nello stomaco che gli consente di immagazzinare acqua in apposite tasche, da utilizzare quando corre un serio pericolo di disidratazione.
È una creatura notturna: trascorre le ore del giorno in depressioni del suolo che scava con gli zoccoli. È in grado di vivere anche stando lontano dai conspecifici, poiché i suoi sensi estremamente sviluppati gli permettono di localizzare altri addax anche da grandi distanze.

## Biologia

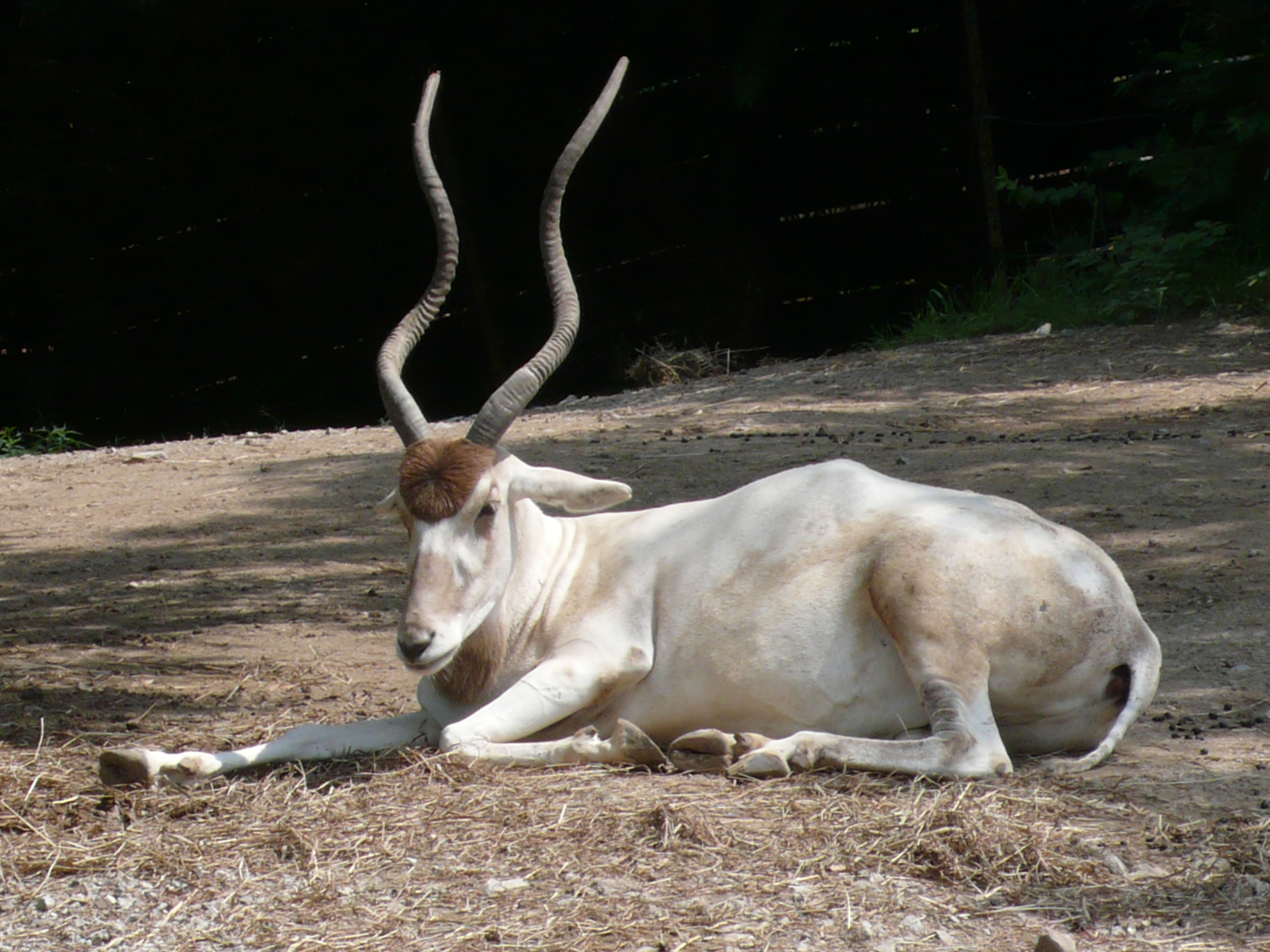
Un addax allo Zoo di Saint Louis

I branchi di addax sono composti sia da maschi che da femmine e comprendono da due a venti esemplari, sebbene in passato fossero stati anche più numerosi. Questi sono generalmente sedentari e si spostano solamente per andare in cerca di acqua. Gli addax hanno una struttura sociale piuttosto rigida, probabilmente basata sull'età, e le mandrie sono guidate dalle femmine più anziane. In estate è più probabile individuare le mandrie lungo i confini settentrionali del sistema di piogge tropicali, mentre d'inverno queste si spostano più a nord, seguendo le precipitazioni. L'addax è perfettamente in grado di localizzare le piogge e si dirige sempre verso le aree più ricche di vegetazione.
La dieta dell'addax, piuttosto spartana, è basata soprattutto sulle erbe del genere Aristida: piante perenni che divengono verdi e germogliano anche con poche gocce di rugiada o di pioggia. L'addax si nutre quasi solamente di alcune parti di queste erbe e tende a recidere il fusto quasi sempre alla stessa altezza. Invece, quando si nutre delle erbe del genere Panicum, scarta le foglie secche più esterne e mangia soltanto i germogli interni più teneri e i semi. Questi semi giocano un ruolo importantissimo nell'alimentazione dell'addax, perché sono la sua fonte principale di proteine .

## Conservazione

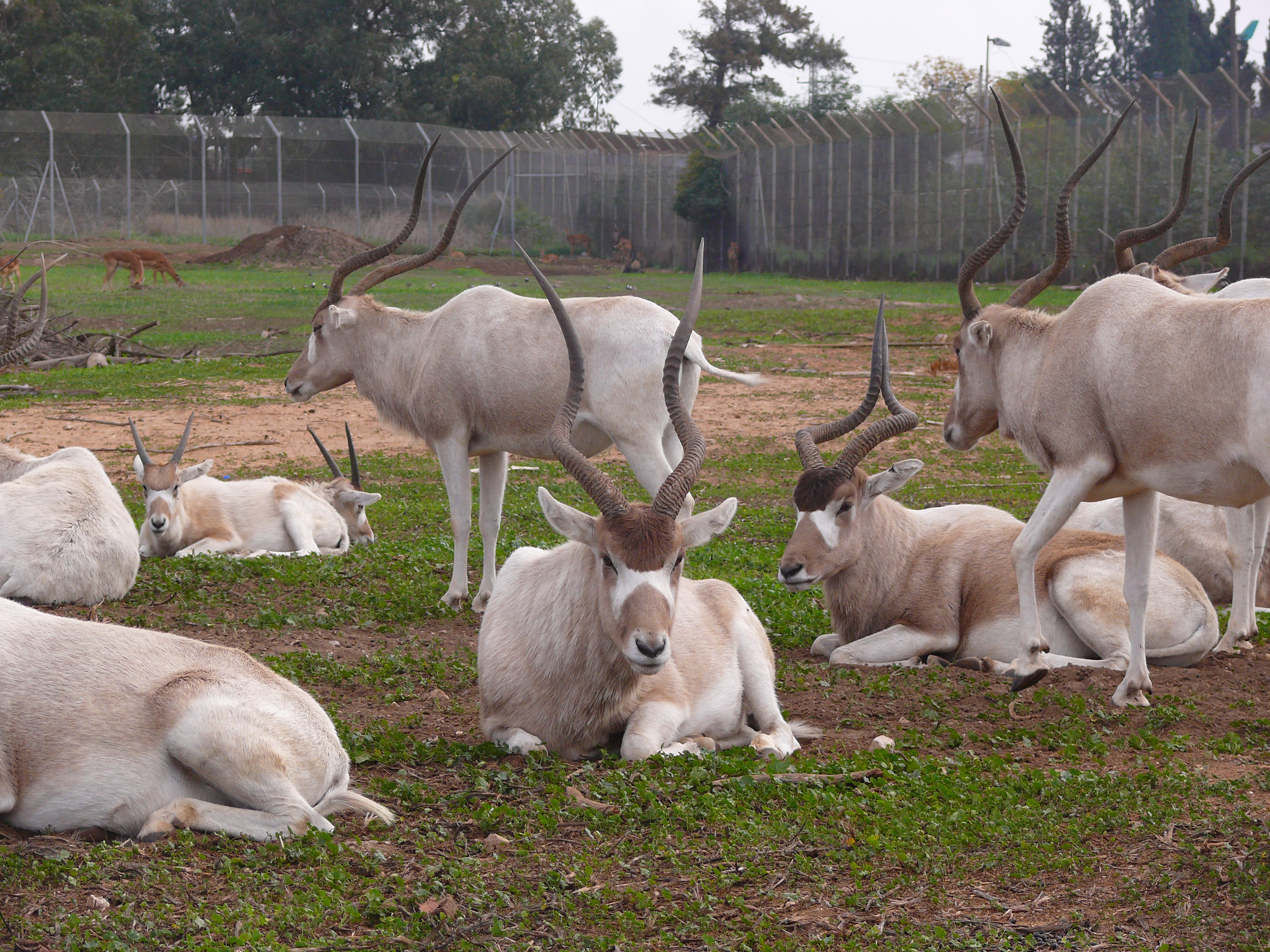
Un branco di addax al Parco Safari di Ramat Gan

Nella Riserva Naturale di Yotvata Hai-Bar, nel deserto israeliano di Arava, si alleva una popolazione riproduttrice di addax allo scopo di reintrodurre questo animale nel deserto del Negev, sebbene tale area non abbia mai fatto parte del suo areale originario. Una delle più numerose mandrie riproduttrici in cattività è quella dello Zoo di Hannover (Germania). In tale struttura questi animali si sono ben ambientati e vari esemplari sono stati inviati presso zone recintate di Marocco e Tunisia, dalle quali si spera di poterli un giorno reintrodurli in natura. La prima struttura ad aver liberato in natura esemplari di addax è stato lo Zoo di Brookfield (Illinois), che ha liberato quattro dei suoi nove capi. L'addax ricostituisce le sue popolazioni molto rapidamente.